# Oszkár Jászi
Oszkár Jászi (Nagykároly, 2 de mayo de 1875 - Oberlin, 13 de febrero de 1957) fue un sociólogo, historiador, editor y político húngaro. Fue miembro del Consejo Nacional de Hungría y ministro del gobierno de Mihály Károlyi hasta verse obligado a exiliarse en Estados Unidos, donde se convirtió en profesor universitario.

## Primeros años
Oszkár Jászi nació en Nagykároly, en ese momento perteneciente al Imperio austrohúngaro, el 2 de marzo de 1875. Su ciudad natal era, según sus propias palabras, la capital del condado de Szarmar, el centro de una rica zona agrícola y eje de la vida económica y política de Hungría. Su padre era Ferenc Jászi (1838-1910), un médico de familia que su hijo Oszkár describía como un hombre honorable y librepensador. De origen judío, Ferenc cambió su apellido original, Jakubovits, en 1881, algo típico en esa época, pues muchos judíos lo hacían como muestra de su integración en la sociedad. En este momento, Oszkár contaba con seis años de edad y durante mucho tiempo no conoció ni se interesó por los orígenes judíos de su familia, que se convirtió al calvinismo.
La madre de Oszkár era Roza Liebermann (1853-1931), segunda esposa de Ferenc, quien había enviudado. Oszkár asistió al Liceo Escolapio local, donde también coincidió con el gran poeta húngaro Endre Ady, quien era dos años más joven. Curiosamente se hicieron amigos, pero no en este momento, sino varias décadas después. Con muy buenos resultados académicos, se graduó a los diecisiete años, en 1892 y estudió Ciencias Políticas en la Universidad de Budapest bajo la supervisión de Ágost Pulszky. Estuvo muy influenciado por Gyula Pikler, aunque más tarde rechazó su, como Jászi denominó, dogmático anti-positivismo histórico. En este momento admiraba a figuras como József Eötvös y Gyulai Pál, alineándose con las corrientes liberales húngaras abiertas a Europa, que también tenían un fuerte componente anticlerical y antinacionalista, nacionalismo que en ese momento buscaba la separación entre Hungría y Austria. Jászi obtuvo el doctorado en Ciencias Políticas el 2 de julio de 1896.
Jászi entró a trabajar en el Departamento de Economía del Ministerio de Agricultura como secretario de redacción, puesto en el que permaneció durante una década; aunque ganaba poco dinero tenía una gran cantidad de tiempo libre. Estudió las políticas agrarias húngaras, dándose cuenta del carácter rígido y cruel de la clase que administraba el país. Como funcionario público no se le permitía escribir sobre temas políticos, por lo que sus artículos los publicaba bajo el nombre de "Oszkár Elemér". En el verano de 1899, él y varios de sus amigos se plantearon empezar un periódico que abordara diversos temas sociales de manera similar a otras publicaciones especializadas. El periódico comenzó su publicación en enero de 1900 con el nombre de Huszadik Század (Siglo XX). Un año más tarde el propio Jászi y varios de sus amigos fundaron la Sociedad Sociológica, que inmediatamente se convirtió en un lugar para el debate continuo.

## Carrera política
A principios de 1904 publicó su libro Art and Morality. Jászi intentó empezar su carrera como Privatdozent (aspirante a profesor universitario). Pero pronto empezó a desempeñar cargos políticos y se centró en tratar de crear un partido socialista que al mismo tiempo defendiera la identidad nacional húngara. En enero de 1905 viajó a París y entró en contacto con diversas personalidades académicas y políticas francesas. Esta experiencia tuvo una gran influencia en su vida y seis meses después de su estancia en París escribió:

Mi estancia allí  [en París] sacudió lo más profundo de mi ser y se convirtió en un punto de inflexión en mi vida

En su tiempo en París escribió un artículo titulado El método sociológico - Dos opiniones en el que defendía postulados de Émile Durkheim. Escribió otro en el que atacó a Karl Marx, denominándolo como el gran fetiche del socialismo, lo que lo alineó con algunos de sus amigos más radicales. Regresó de París con la sensación, como más tarde escribiría, de que a los húngaros sólo les llegan ecos atenuados y de manera tardía de los grandes esfuerzos de Occidente y ninguna tendencia intelectual puede emerger de suelo húngaro y tener un impacto importante en la civilización a nivel mundial.
A su regreso, Hungría se encontraba sumida en una crisis institucional. El Partido Liberal de István Tisza que había estado en el poder durante tres décadas había perdido las elecciones de febrero pero el rey-emperador Francisco José se negó a invitar a los grupos de la oposición a formar gobierno y en su lugar nombró como primer ministro al mariscal de campo y barón Géza Fejérváry; contra esa polémica decisión la oposición llamó a la resistencia nacional. La carrera de Jászi comenzó cuando fundó una Liga que llamaba al sufragio universal en votación secreta. Al año siguiente, en enero, escribió:

La Constitución vigente no se corresponde con la Hungría que los avances económicos y culturales han construido en el último medio siglo (...) la resolución de la situación está en manos de los sindicatos húngaros.

En junio de 1906 dimitió de su cargo en el Ministerio.
En 1908, según el profesor de la Universidad de Nottingham, Chris Wrigley,  Jászi y varios de sus amigos se unieron a la masonería cuando Jászi se puso a la cabeza de una logia independiente, siendo esta la principal razón de que la masonería en Hungría estuviera vinculada con el progresismo político.  En 1910 fue nombrado profesor adjunto en Sociología por la Universidad de Kolozsvár, donde continuó perfeccionando y propagando sus opiniones políticas, en palabras de Hugh Seton-Watson: Jászi esperaba que la degeneración de la clase política acabaría expulsándola del poder, momento en el cual la tierra podría ser distribuida entre los campesinos, el voto universal sería dado a todos los ciudadanos y nacería una nueva Hungría en la que podrían coexistir diferentes idiomas y culturas.
El 6 de junio de 1914, Oszkár Jászi unió a varios grupos progresistas bajo el Országos Polgári Radikális Párt (Partido Cívico Nacional Radical), que abogaba por la instauración del sufragio universal, una reforma agraria radical, el control estatal de la educación y la creación de una zona autónoma aduanera. A las seis semanas estalló la Primera Guerra Mundial y el nuevo partido apoyó el movimiento pacifista y pidió la creación de una federación de estados europeos, una especie de idea precursora de la posterior Sociedad de Naciones nacida en la posguerra.

## Revolución de 1918
Durante la Revolución de octubre en Hungría de 1918, Jászi entró en el gobierno de Károlyi como Ministro de Nacionalidades, planteando inducir a los líderes de los diversos pueblos, principalmente rumanos, eslovacos y rutenos, a que su gente permaneciera dentro de las fronteras de Hungría, ofreciéndoles máxima autonomía, pero el intento fracasó.
Jászi dimitió como ministro y abandonó el gobierno de Károlyi en diciembre de 1918, creyendo que no podría haber ningún progreso serio en la cuestión de las nacionalidades debido a la división arbitraria de Hungría por la potencias victoriosas de la Entente. Jászi recordó más tarde en sus memorias que: liberarme de las cargas y las obligaciones del gabinete me permitiría plantear mis puntos de vista con más seguridad y energía.  También esperaba la creación de una Confederación de nacionalidades del Danúbio, al estilo del modelo suizo.
El 21 de marzo de 1919, el gobierno liberal-demócrata de Károlyi fue reemplazado por un nuevo gobierno de corte soviético (República Soviética Húngara) dirigido por Béla Kun, considerado la segunda fase de la revolución húngara. Jászi aconsejó a los miembros del Partido Radical, disuelto a raíz de la revolución comunista que, aunque no deberían aceptar ninguna responsabilidad moral o política dentro del nuevo gobierno comunista, tampoco deberían copiar los intentos de sabotaje que las élites y la intelectualidad rusa habían llevado a cabo contra el nuevo régimen soviético en Rusia; en cambio les aconsejaba dejar de lado la política e intentar ayudar al nuevo régimen en los ámbitos económicos y administrativos.
Jászi abandonó Hungría el 1 de mayo de 1919. En sus memorias, publicadas tras la revolución de 1918-1919, Jászi, entre las razones que llevaron a salir del país, destacó su incapacidad para tolerar la completa negación de la libertad de pensamiento y conciencia que caracterizó al régimen comunista, así como su inminente colapso y la llegada de una nueva revolución violenta.

## Años en Estados Unidos
Jászi llegó a Estados Unidos en 1925 y su unió a la facultad del Oberlin College donde se incorporó como profesor de historia y escribió una serie de libros, el más conocido de ellos es The Dissolution of the Habsburg Monarchy (La disolución de la monarquía de los Habsburgo) publicado por primera vez en la University of Chicago Press en 1929. Oszkár Jászi murió en Oberlin, Ohio, Estados Unidos, el 13 de febrero de 1957.

## Obra

### Libros
- Revolution and Counter-Revolution in Hungary. Londres: P.S. King & Son, 1924.
- The Dissolution of the Habsburg Monarchy. Chicago: University of Chicago Press, 1929.
- Proposed Roads to Peace. Nueva York: The Abingdon Press, 1932.
- Against the Tyrant: The Tradition and Theory of Tyrannicide. With John D. Lewis. Chicago: Free Press, 1957.
- Homage to Danubia. Lanham, MD: Rowman & Littlefield, 1995.

### Artículos
- "Dismembered Hungary and Peace in Central Europe," Foreign Affairs, vol. 2, no. 2 (15 de diciembre de 1923), pp. 270–281.
- "How a New Lourdes Arises," The Slavonic Review, vol. 4, no. 11 (diciembre de 1925), pp. 334–346.
- "Kossuth and the Treaty of Trianon," Foreign Affairs, vol. 12, no. 1 (octubre de 1933), pp. 86–97.
- "Neglected Aspects of the Danubian Drama," The Slavonic and East European Review, vol. 14, no. 40 (julio de 1935), pp. 53–67.
- "Feudal Agrarianism in Hungary," Foreign Affairs, vol. 16, no. 4 (julio de 1938), pp. 714–718.
- "Political Refugees," The Annals of the American Academy of Political and Social Science, vol. 203 (mayo de 1939), pp. 83–93.
- "The Stream of Political Murder," American Journal of Economics and Sociology, vol. 3, no. 3 (abril de 1944), pp. 335–355.
- "The Choices in Hungary," Foreign Affairs, vol. 24, no. 3 (abril de 1946), pp. 453–465.
- "Danubia: Old and New," Proceedings of the American Philosophical Society, vol. 93, no. 1 (18 de abril de 1949), pp. 1–31.